# 中華蕎麦とみ田

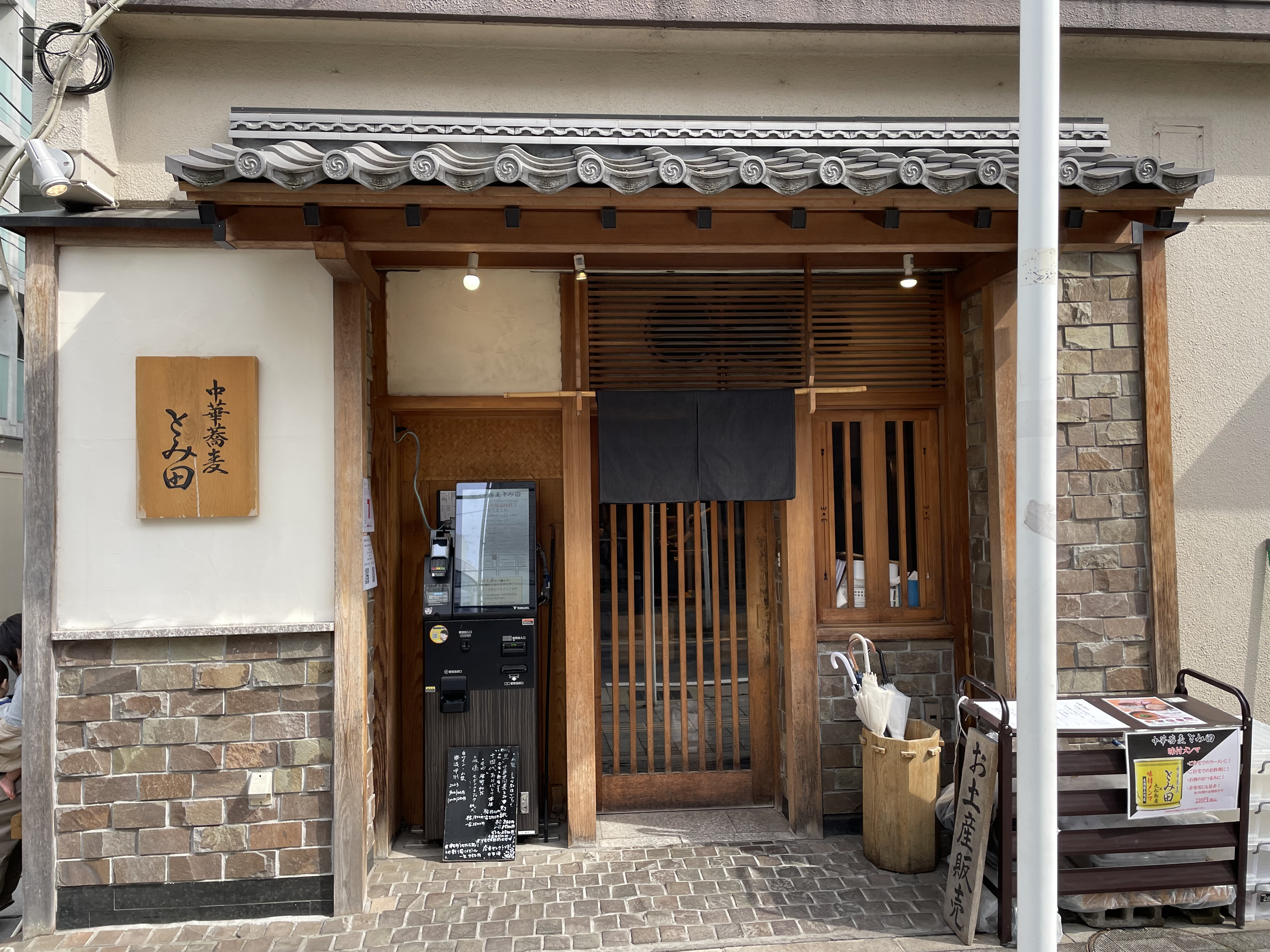
店舗外観（千葉県松戸市）

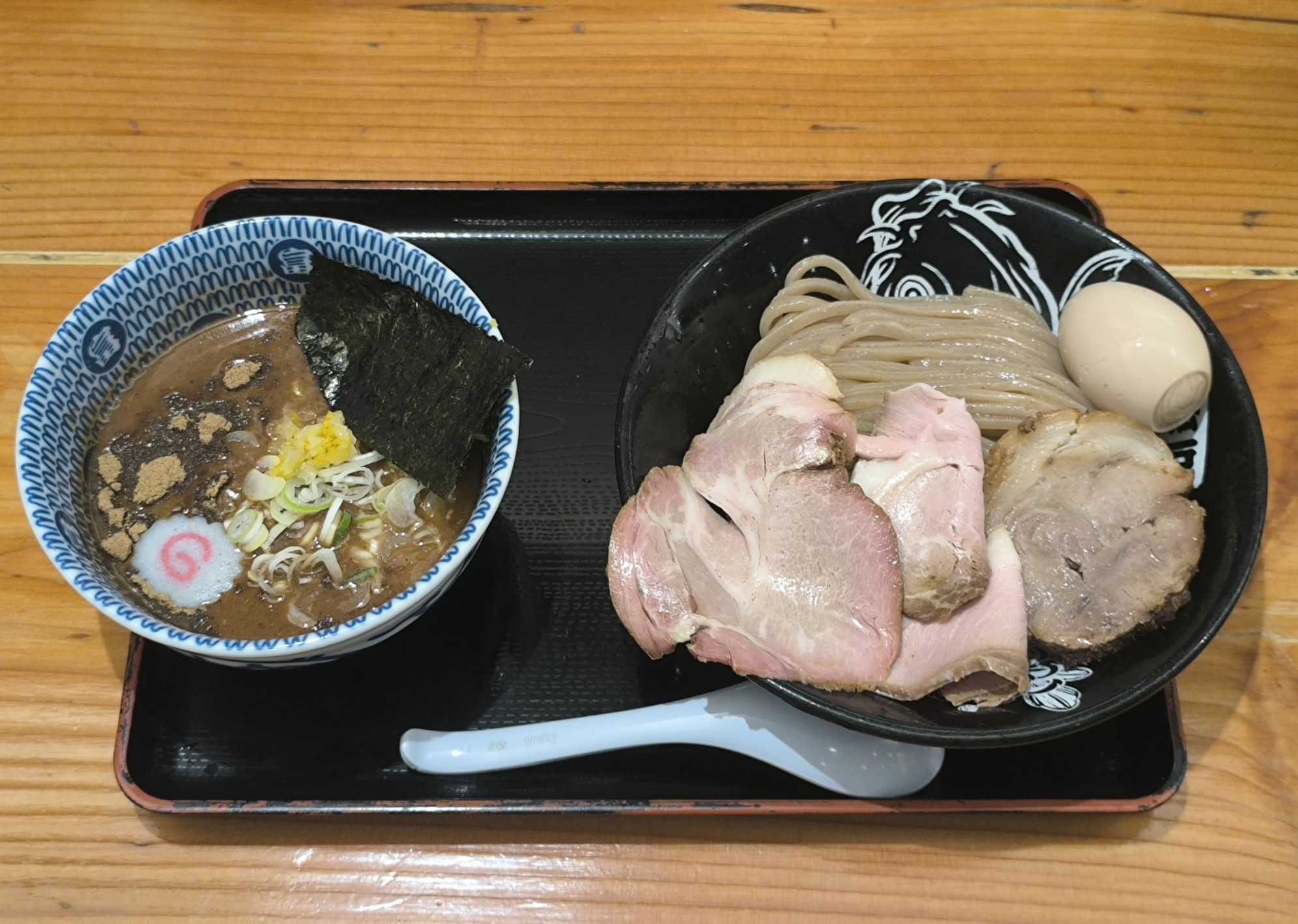
中華蕎麦とみ田の特製濃厚つけめん

中華蕎麦とみ田（ちゅうかそばとみた）は、千葉県松戸市に本店を構えるラーメン店。つけ麺で知られる。

## 概要
とみ田でのメニュー表記では「つけそば」となっているつけ麺が看板メニューであり、日本全国からつけ麺人気店が集まる大つけ麺博で2年連続日本一を獲得、ラーメンデータベースで全国1位を獲得、食べログは2018年2月5日現在では4.06点でラーメン部門全国2位という高い評価を受けている。TRYラーメン大賞でもTRY大賞を4年連続で受賞し、2017年に殿堂入りを果たしている。
つけそばは、濃厚豚骨魚介のスープと自家製麺が特徴となっている。

## 歴史
富田治は茨城県笠間市出身で、もともとは実家が経営している土木建築の会社を手伝っていた。
富田はラーメンが好きで、食べ歩きを趣味としていた。ラーメン二郎 三田本店、べんてんなどによく通っていたが、中でも東池袋大勝軒が大好きで、創業者の山岸一雄が厨房に立っていた頃には足蹴く通っていた。ラーメンを作っている山岸がカッコよく見えたことで、昼は実家の土木建築会社を手伝いながら、夜は笠間市にある「壱福家」という店でアルバイトを始めた。
大勝軒が佐貫町（現・龍ケ崎市）にできるという情報を得て行ってみたところ、「茨城大勝軒佐貫本店」の厨房に立っていたのは東池袋でもよく見かけていた田代浩二であった。厨房をよく覗いていた富田だったが、田代から声をかけられたことで仕事を辞めて田代に弟子入りする。初めは佐貫本店の2階に住み込みで修業を行っていたが、茨城大勝軒が、支店を構えるようになると、新支店の立ち上げに追われる日々が続く。店舗が増えたことで、味噌ラーメン、野菜ラーメンなど新メニューの話が出てくるが、つけ麺を愛する富田は新メニューについては否定的であった。当時、茨城では茨城大勝軒佐貫本店と双璧を成す人気店があり、富田はその店に通うようになった。家族経営であり、ひとつのレシピをずっと守っていくような店であった。その店主から誘われる形で富田は店を移ったのだが、入社時に約束された給料は支払われず、仕入れに使っている車のガソリン代しか支給されない日々が半年続いた。ラーメン作りを自分のものにしたい富田は、それでも働いたが、人間不信に陥ることになる。
その店を退職し、路頭に迷っていた富田に再び声をかけてきたのが田代であった。富田は、それまでラーメンは味だと思っていたが、人柄も大事なのだと感じた。なお、東池袋大勝軒の山岸も「ラーメンは豚ガラ、鶏ガラ、人柄」と語っている。
富田は松戸市で「大黒屋本舗」の店長を田代から任されることになる。大黒屋本舗は昼は大勝軒系を提供し、夜は二郎系のラーメンを出す「二毛作」の草分け店舗でもあった。大黒屋本舗では田代のグループの次期店長候補の研修が行われるようになったが、富田はラーメンに対して真摯であったが故に指導は厳しくなり、何人もが辞めてゆくことにもなった。富田は田代と相談の上で大黒屋本舗を閉店し、そのまま権利を買い取って独立することになった。
2006年6月に「中華蕎麦とみ田」が開業する。インターネットが普及していたこともあり、とみ田開業は当初から話題となった。開店日には20人から30人の行列ができ、『ズームイン!!朝!』などのテレビ取材も行われたことで、人気は一気に高まった。開店当初のとみ田のラーメン、つけ麺は大黒屋本舗の昼に提供していた大勝軒系を少し濃くした程度のものであった。六厘舎の「濃厚豚骨魚介つけ麵」に衝撃を受けた富田は、改良を行い、次第に濃くなっていき。今のとみ田のつけ麺となって行った。
2018年1月には松戸本店のリニューアルを行っているが、店内を全て作り直し、客席数を10席から9席に減らしている。これは客1人ひとりともっと向き合うための決断でもあった。

## 映画『ラーメンヘッズ』
店主の富田治を追ったドキュメンタリー映画『ラーメンヘッズ』が2017年に製作されており、日本国外の5つの映画祭でも公式上映されている。日本では2018年に劇場公開された。
出演
- 富田治（中華蕎麦とみ田）
- 飯田将太（らぁ麺 飯田商店）
- 大西裕貴（Japanese Soba Noodles 蔦）
- 松岡勝治（中華そば 井上）
- 髙橋登夢（鯛塩そば 灯花）
- 石田久美子（らぁめん 一福）
- 齊藤幸純（中華そば 葉山）
- 小林克也（福寿）

スタッフ
- 監督 - 重乃康紀
- プロデューサー - 大島新
- 撮影 - 髙橋秀典
- 編集 - 齋藤淳一
- プロダクションマネージャー - 望月馨
- 共同プロデューサー - 鎌田雄介、神野敬久
- 音楽プロデューサー - 中嶋尊史
- 企画・製作 - ネツゲン
- 配給 - ミッドシップ

映画祭
- サン・セバスティアン国際映画祭